# ロヒール・ファン・デル・ウェイデン
ロヒール・ファン・デル・ウェイデン（蘭: Rogier van der Weyden、1399年/1400年 - 1464年6月18日）は、初期フランドル派の画家。現存しているファン・デル・ウェイデンの作品の多くは、キリスト教的主題が描かれた祭壇画と肖像画である。伝わっているその生涯は平穏でとくに大きな出来事などは起こっていないが、当時もっとも成功しており、国際的な名声を得ていた画家だった。その作品はイタリアやスペインへも持ち込まれ、ブルゴーニュ公フィリップ3世のようなネーデルラントの貴族階級や、諸外国の王侯貴族からの絵画制作依頼を受けていた。15世紀後半には、フランドルの宮廷画家ヤン・ファン・エイクを凌ぐまでに高い評価を得ている。しかしながら17世紀になってバロック美術が台頭し、絵画の潮流が変化していくとともにファン・デル・ウェイデンの名声は低くなり、18世紀半ばにはほとんど忘れ去られた画家となっていた。しかしその後200年の間に、徐々にではあるがファン・デル・ウェイデンの再評価が進み、現在ではロベルト・カンピン、ヤン・ファン・エイクとともに初期フランドル派を代表する三大巨匠であり、15世紀の北方絵画においてもっとも影響力があった画家とみなされている。
1695年と1940年に当時の記録文書が失われ、ファン・デル・ウェイデンの生涯についてはわずかなことしか分かっておらず不明な点が多い。現在のベルギーにあたる、 ブルゴーニュ領ネーデルラントのトゥルネーで1399年か1400年に生まれた。出生名はロジェ・ド・ラ・パステュールで、父はヘンリ・デ・レ・パストゥール、母はアニエス・デ・ワットルローである。ファン・デル・ウェイデンは1426年ごろにエリザベト・ホッファールと結婚しており、1436年にはブリュッセルの公式画家となった。このときに自身の名前をフランス風からオランダ風の「ファン・デル・ウェイデン」に改めたと考えられている。これら以外のファン・デル・ウェイデンの生涯は二次的資料から推測するほかなく、議論の的となっているものもある。しかしながら、現在ファン・デル・ウェイデンの作品とされている絵画が真作かどうかの議論になることはまずない。逆に19世紀では、現在ファン・デル・ウェイデンの真作とされている作品が、他の画家の作品であると考えられていたことも多かった。
ファン・デル・ウェイデンは自画像を描いておらず、重要な作品の多くが17世紀後半に失われてしまっている。ファン・デル・ウェイデンのものと見られる最初期の記録は1427年からで、1427年から1432年にかけてロベルト・カンピンのもとで修行をしていたというものである。そして間もなく師のカンピンの技量を上回り、最終的にはカンピンの作品に影響を及ぼすまでに優れた技術を身につけたといわれるが、ファン・デル・ウェイデンがカンピンの弟子だったという説にも異論がないわけではない。徒弟期間を終えたファン・デル・ウェイデンは、トゥルネーの芸術家ギルドの聖ルカ組合にマイスターとして登録されている。1435年に移住したブリュッセルでも、その卓越した技術と感情豊かな筆使い、色彩感覚はすぐさま高い評価を受けるようになった。1435年には代表作の一つ『十字架降架』を描きあげ、北ヨーロッパでもっとも人気があり、影響力の高い画家であるという評価を不動のものとした。
ファン・デル・ウェイデンは人物像を描くときに、実在の人物をモデルにした。その観察力は非常に高かったが、表情などモデルの特定の要素を優雅に理想化して描くことも多く、とくに三連祭壇画に描かれた人物像にその傾向が強い。つねに豊麗で温かみのある色使いで感情豊かな人物像を描いているが、作品に感じられる哀愁感と写実主義でも高く評価されている。ファン・デル・ウェイデンの肖像画の多くは上半身のみで斜め前を向いた作品で、宗教的な祭壇画と同じように好んでよく描いている。ファン・デル・ウェイデンは異例なまでに多くの色と様々な色調を用いて絵画を描いた。もっとも優れた作品では一箇所として同じ色調は見られず、白色でさえも様々な階調で塗り分けられている。

## 若年期と徒弟期間

『ブラック家の祭壇画』（1450年頃）
ルーブル美術館（パリ）

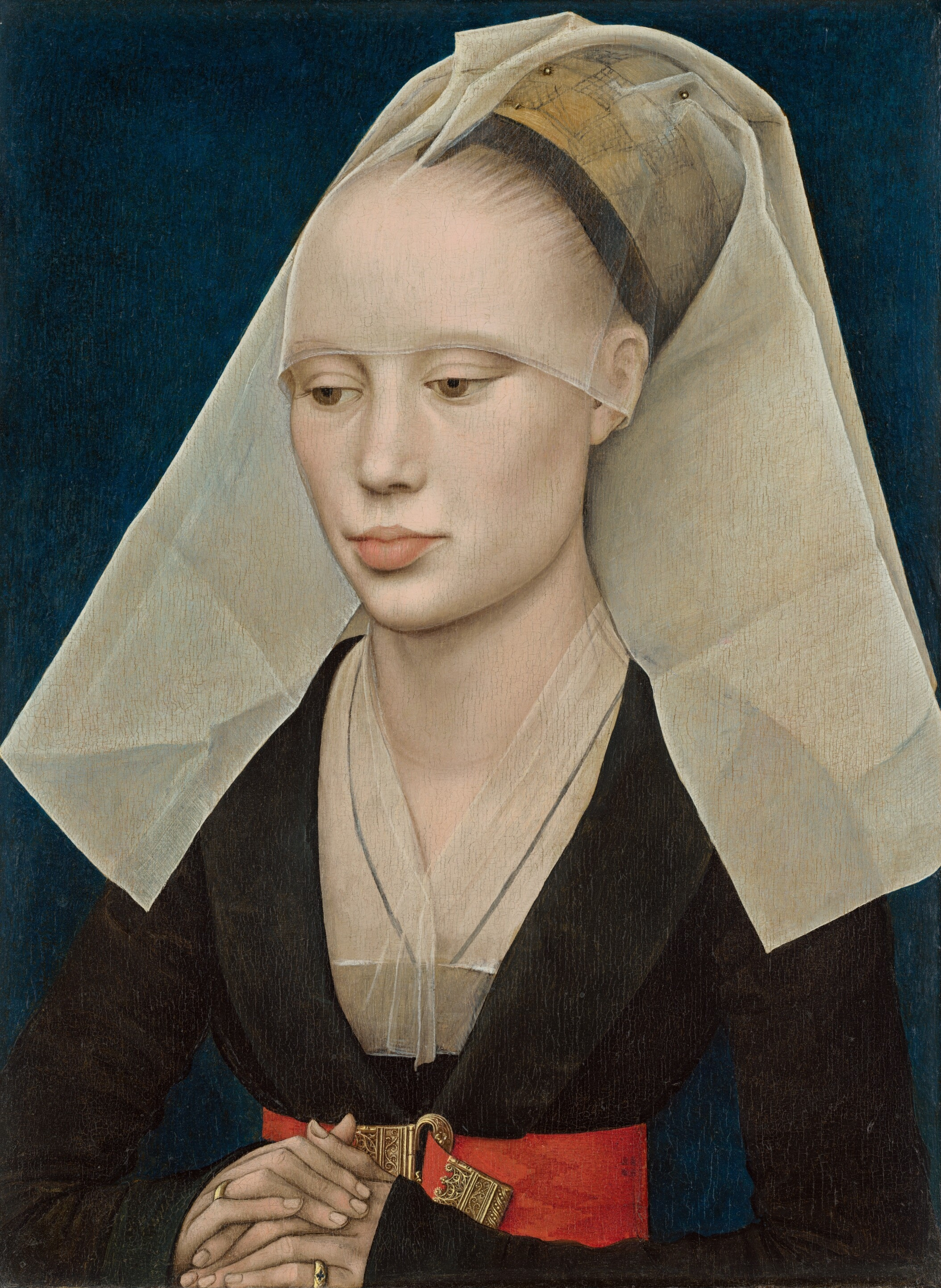
『女性の肖像』（1460年頃）
オーク板に油彩、34 x 25.5 cm
ナショナル・ギャラリー（ワシントン）

ファン・デル・ウェイデンの父ヘンリはトゥルネーの刃物職人だった。ファン・デル・ウェイデンは1426年にブリュッセルの靴職人ヤン・ホッファールトと妻カテリナ・ファン・ストッケムの娘エリザベトと結婚した。二人の間には後にカルトジオ会修道僧になった息子のコルネリウス（1427年）や娘のマルガレータ（1432年）ら2人の子供が生まれた。1435年10月21日までにファン・デル・ウェイデン一家はブリュッセルに移住しており、この地でさらにピーテル（1437年）とヤン（1438年）の二人の息子が生まれている。1436年には「ブリュッセル公式画家 (stadsschilder )」の称号を得ている。当時のブリュッセルはブルゴーニュ公家の壮麗な宮殿が置かれていた重要な都市であり、ファン・デル・ウェイデンが手にした地位は非常に名誉なものだった。ブリュッセルはオランダ語圏だったため、ファン・デル・ウェイデンはそれまでの「ロジェ・ド・ラ・パステュール（牧場のロジェ）」というフランス語の名前をオランダ語に訳した「ロヒール・ファン・デル・ウェイデン（牧場のロヒール）」に改めたといわれている。
ファン・デル・ウェイデンの修行時代に関する記録はほとんど存在しない。トゥルネーの古文書記録は第二次世界大戦ですべて失われており、19世紀と20世紀初期に転記された記録がわずかに残るのみである。ファン・デル・ウェイデンの前半生の情報は錯綜しているため、美術史家によって様々に解釈が異なっている。1427年3月17日にトゥルネーの市議会が「マイスターのロジェ・ド・ラ・パストゥール」を祝ってワインを贈ったという記録が残っている。しかしながら翌1428年の3月5日の聖ルカ組合の記録には「ロジェ・ド・ラ・パステュール」がジャック・ダレー（1404年頃 - 1470年頃）とともにロベルト・カンピンの工房に弟子入りしているという記載があるが、すでにこの時点で「ド・ラ・パストゥール」は独り立ちした画家として認められていたはずである。そしてカンピンに弟子入りしてからわずか5年後の1432年8月1日に「ド・ラ・パステュール」は画家のマイスターの称号を得た。すでに独り立ちしていた「ド・ラ・パステュール」が再び徒弟として修行を積んだ理由として、1420年代のトゥルネーは非常に混乱していた時期で、当地の芸術家ギルドも十分に機能していなかったためではないかと考えられる。同時期にカンピンに弟子入りしたジャック・ダレーは20代の間修行を続け、少なくとも10年以上カンピンのもとで過ごしている。
ファン・デル・ウェイデンが画家としてマイスターになる前に別の学術的組織からマイスターの称号を授与されており、トゥルネーの市議会からワインを贈られたというのは、後者のマイスター獲得の祝いだったという可能性もある。ファン・デル・ウェイデンの作品に見られる、洗練された「学術的造詣の深い」図像学的特徴と構成とを兼ね備えた高品質の作風が、この仮説を裏付ける根拠とされることがある。ファン・デル・ウェイデンの後半生における社会的文化的地位は、当時の単なる専門職人の地位を遥かに上回るものだった。ダレーがカンピンの弟子だったことは記録の上から明らかであり、カンピンの作品ではないかと考えられている絵画と、ファン・デル・ウェイデンの作風がよく似ていることから、ダレーと同時にカンピンに弟子入りした「ロジェ・ド・ラ・パステュール」がロヒール・ファン・デル・ウェイデンだったという説の裏づけの一つにもなっている。

## ブリュッセルでの高い評価

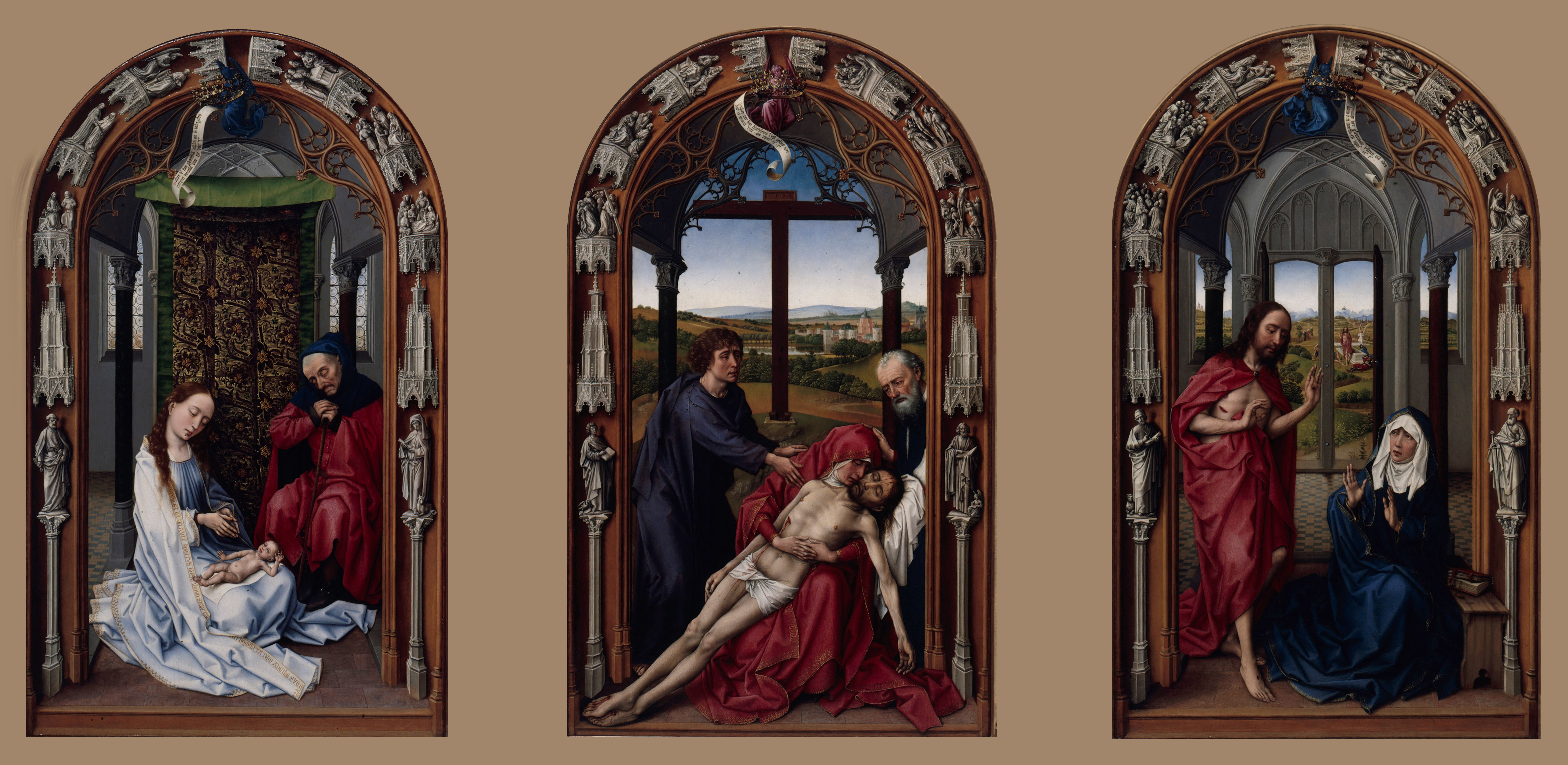
『ミラフロレスの祭壇画』（1442年 - 1445年頃）
オーク板に油彩、220.5 x 259.5 cm
絵画館（ベルリン）

トゥルネーに残るロジェ・ド・ラ・パステュールの最後の記録は1435年10月21日のもので、「現在ブリュッセルに在住 (demeurrant à Brouxielles)」という記述である。そして同時期に「ロヒール・デ・ウェイデン」に関する最初の記録として、ブリュッセルの公式画家となったというものがある。この2つの記録こそが、カンピンのもとで修行していたロジェ・ド・ラ・パステュールがロヒール・ファン・デル・ウェイデンと同一人物で、同じ画家を指しているという考えの最大の根拠となっている。ブリュッセルの公式画家という地位はファン・デル・ウェイデンのために特に新設されたもので、ファン・デル・ウェイデンの死去とともに廃止されている。これは、おそらくファン・デル・ウェイデンが依頼を受け、ブリュッセル市庁舎の「黄金の議場」に描いた大規模な4点の裁きの情景の絵画と何らかの関連性がある。ファン・デル・ウェイデンが所有する様々な資産や不動産に関する記録、証拠が残っており、当時経済的に成功していたことを物語っている。ファン・デル・ウェイデンが歴代ブルゴーニュ公やその一族の肖像画を描いていることも、当時のネーデルラント上流階級と親密な関係を築いていたことを証明している。
『ミラフロレスの祭壇画』はカスティーリャ王フアン2世の依頼によって描かれたと考えられており、完成後の1455年にフアン2世がミラフロレス修道院に寄進したものである。ファン・デル・ウェイデンは聖年の1450年にローマへ巡礼の旅に立ち、当地でイタリア人の芸術家、パトロンたちの知己を得、エステ家、メディチ家といった大貴族がファン・デル・ウェイデンから絵画を購入している。ミラノ女公ビアンカ・マリーア・ヴィスコンティは自身の宮廷画家だったザネット・ブガッティを、ブリュッセルのファン・デル・ウェイデンの工房で修行させるなど、当時のファン・デル・ウェイデンの国際的な評価は非常に高くなっていった。ニコラウス・クザーヌス、アントニオ・フィラレーテのような、1450年代から1460年代の著名な学者たちがファン・デル・ウェイデンを「最高」、「もっとも素晴らしい」画家であると評している。ファン・デル・ウェイデンは1464年7月18日に死去し、聖ミシェル・エ・ギュデル大聖堂 (en:St. Michael and St. Gudula Cathedral) の聖カテリナ礼拝堂に埋葬された。

## 作者の同定

『十字架降架』（1435年頃）
オーク板に油彩、プラド美術館（マドリード）

15世紀の記録による証拠のみで、間違いなくファン・デル・ウェイデンの真作であると見なされている作品は1点もない。現代の美術史家ローン・キャンベルが3点の絵画についてファン・デル・ウェイデンの真作であると判定しているが、これらの作品に対しても幾度も疑義が呈されている。この3点の絵画のうち資料がもっともよく残っているのはマドリードのプラド美術館が所蔵する『十字架降架』で、キャンベルはこの作品の来歴が16世紀以降になってから詳細に再記録されたのではないかと指摘している。2点目の、現在ベルリンの絵画館が所蔵する『聖母の三連祭壇画』とも呼ばれる『ミラフロレスの祭壇画』は、1445年にカスティーリャ王フアン2世がブルゴス近郊のカルトゥジオ会ミラフローレス修道院に寄進した作品で、優れた著名な画家「フランドルのロジェ Flandresco Rogel」が描いた絵画であるという記録が残っている。最後の、マドリード郊外のエル・エスコリアル修道院が現在所蔵する『キリスト磔刑』は、もともとファン・デル・ウェイデン自らがブリュッセル郊外のカルトゥジオ会修道院に寄進した作品である。ベルギーの美術史家ディルク・デ・フォスも、ローンが執筆したファン・デル・ウェイデンのカタログ・レゾネ に記載されているこれら3点の作品について、ファン・デル・ウェイデンの真作で間違いないだろうとしている。

## 作品

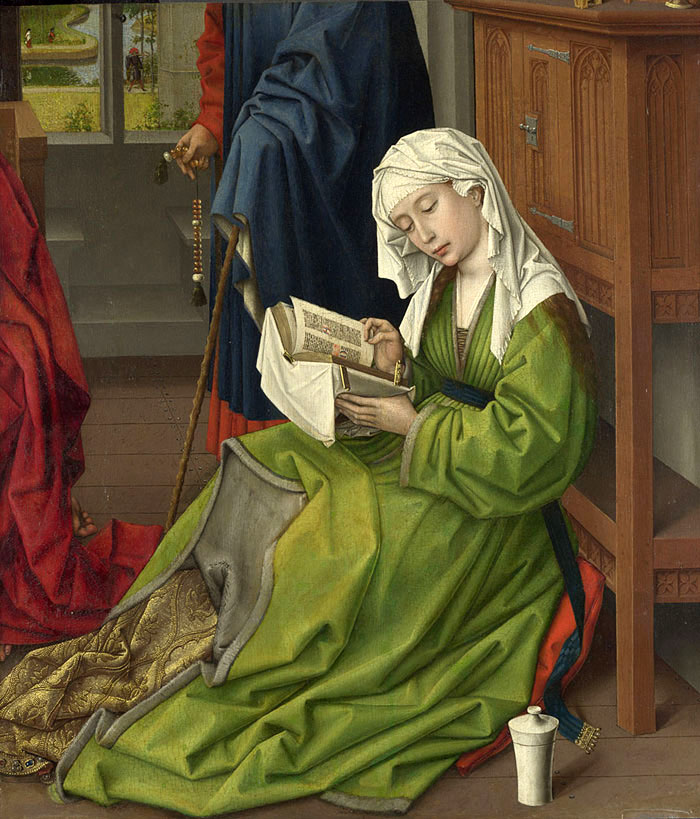
『読書するマグダラのマリア』（1435年 - 1438年頃か）
オーク板に油彩、45 x 35 cm
ナショナル・ギャラリー（ロンドン）

1860年以来ロンドンのナショナル・ギャラリーが所蔵する『読書するマグダラのマリア』は、もともとより大きな祭壇画として描かれた作品の断片である。キャンベルはこの絵画を「15世紀美術のなかでもっとも素晴らしい傑作の一つで、ファン・デル・ウェイデンの初期作品における最重要な作品である」と激賞している。1970年代以来この作品は、リスボンのカルースト・グルベンキアン美術館 (en:Museu Calouste Gulbenkian) が所蔵する、肖像の頭部が描かれた小さな2点の小作品と何らかの関連があるとされてきた。現在では『読書するマグダラのマリア』とカルースト・グルベンキアン美術館の2点の小作品は、もともと1枚の大きな祭壇画から裁断され、それぞれ散逸したものであると考えられている。この祭壇画は「聖母子と聖者たち」を描いた作品で、ストックホルムのスウェーデン国立美術館に、祭壇画の一部が模写したドローイングが残っている。1811年以前のいずれかの年に、1枚の祭壇画がこれら3枚に裁断されたと考えられている。

ファン・デル・ウェイデンの絵画でもっとも有名な作品が、17世紀まで現存していた「トラヤヌス帝の裁き」と「エルケンバルドの裁き」を描いた大きな4点の板絵である。ブリュッセルからの公式依頼で、ブリュッセル市庁舎の「黄金の議場」のために描かれた。1点目と3点目の絵画には署名とともに1439年という最初の制作年度が記されており、4点すべてが完成したのは1450年のことだった。4点とも1695年のフランス軍によるブリュッセル侵攻の際に失われてしまっているが、多くの記録や部分的に模写されたタペストリー（ベルン歴史博物館所蔵）、ドローイング、絵画などが現存している。おそらく1辺4.5メートルほどの正方形の絵画で、これは当時の板絵としては類を見ない大きさである。「黄金の議場」に集う、真実以外を口にすることが許されない議員たちに「正義の見本」を示す作品群となっていた。これら4点の絵画は失われるまでに、アルブレヒト・デューラー、ジョルジョ・ヴァザーリ、ヤン・ファン・デル・メーレン (en:Molanus)、フィリッポ・バルディヌッチらを始め、多くの人々がこぞって賞賛し、文章に残した作品である。

## 後世への影響
ファン・デル・ウェイデンの生き生きとした繊細で表現豊かな作品と明快な宗教的構成は、フランスやドイツだけでなくイタリアやスペインにいたるまで、ヨーロッパ中に大きな影響を与えた。ファン・デル・ウェイデンの作風を色濃く継承した画家たちの中で、最重要の画家がハンス・メムリンクだが、メムリンクがファン・デル・ウェイデンの弟子だったという確かな証拠は存在しない。ドイツの画家、版画家マルティン・ショーンガウアーもファン・デル・ウェイデンから大きな影響を受けた芸術家で、その版画作品は15世紀後半のヨーロッパに広く流布した。間接的にではあるが、ショーンガウアーの版画作品はファン・デル・ウェイデンの作風をヨーロッパ中に広めることに貢献したといえる。

## ギャラリー

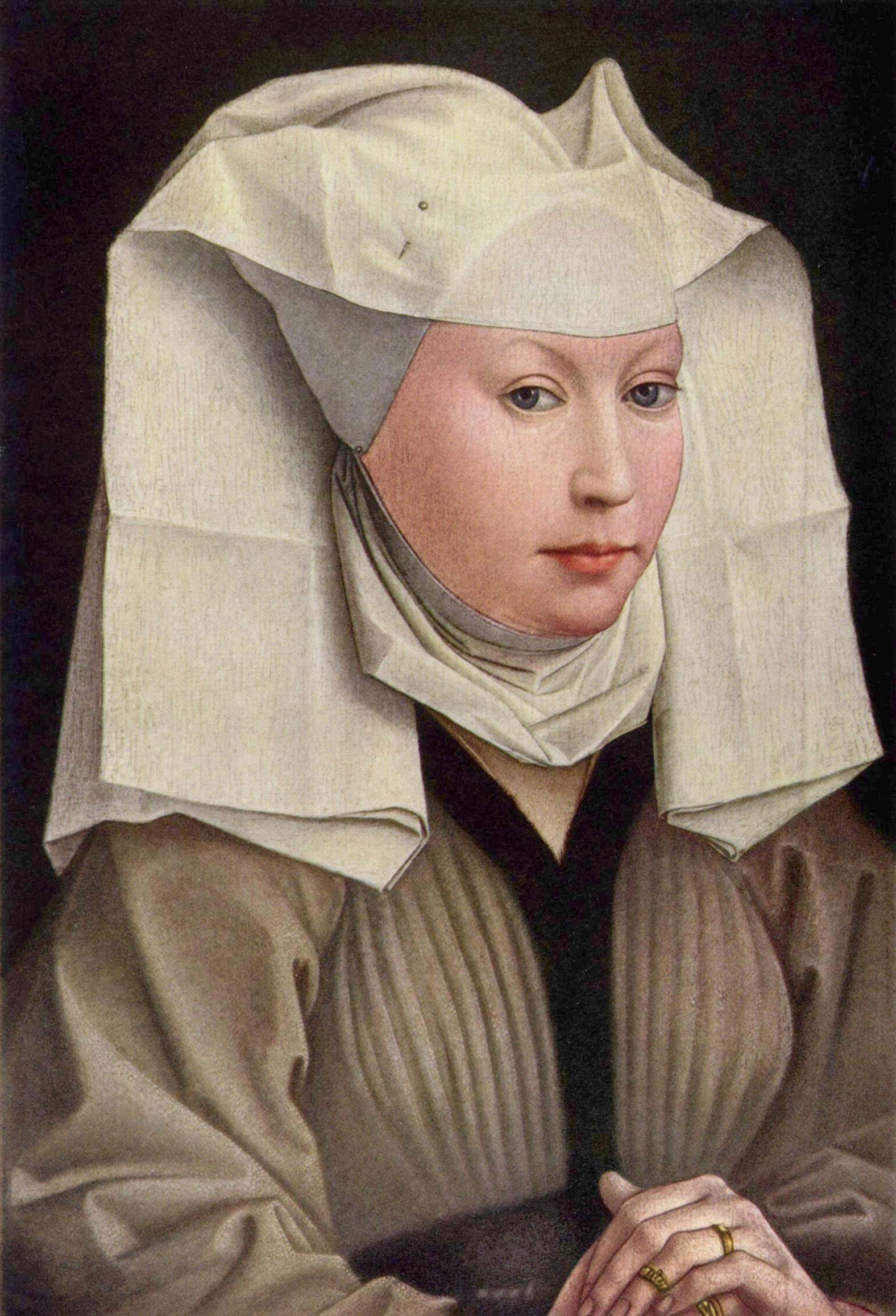
『若い女性の肖像』（1435年頃） 絵画館（ベルリン）
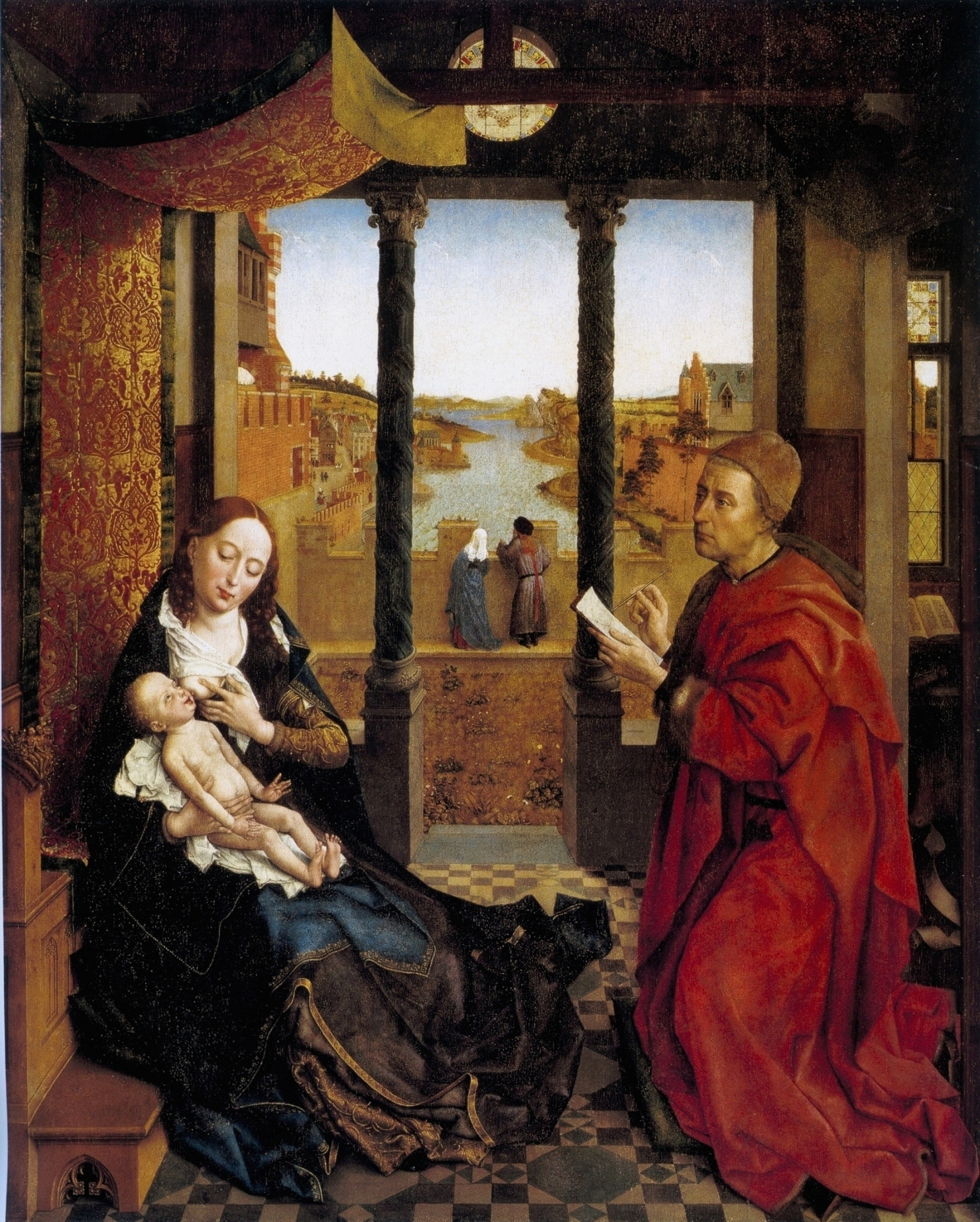
『聖母を描く聖ルカ』（1435年 - 1440年頃） ボストン美術館（ボストン） この作品の構図はヤン・ファン・エイクの絵画『宰相ロランの聖母』をもとにしている
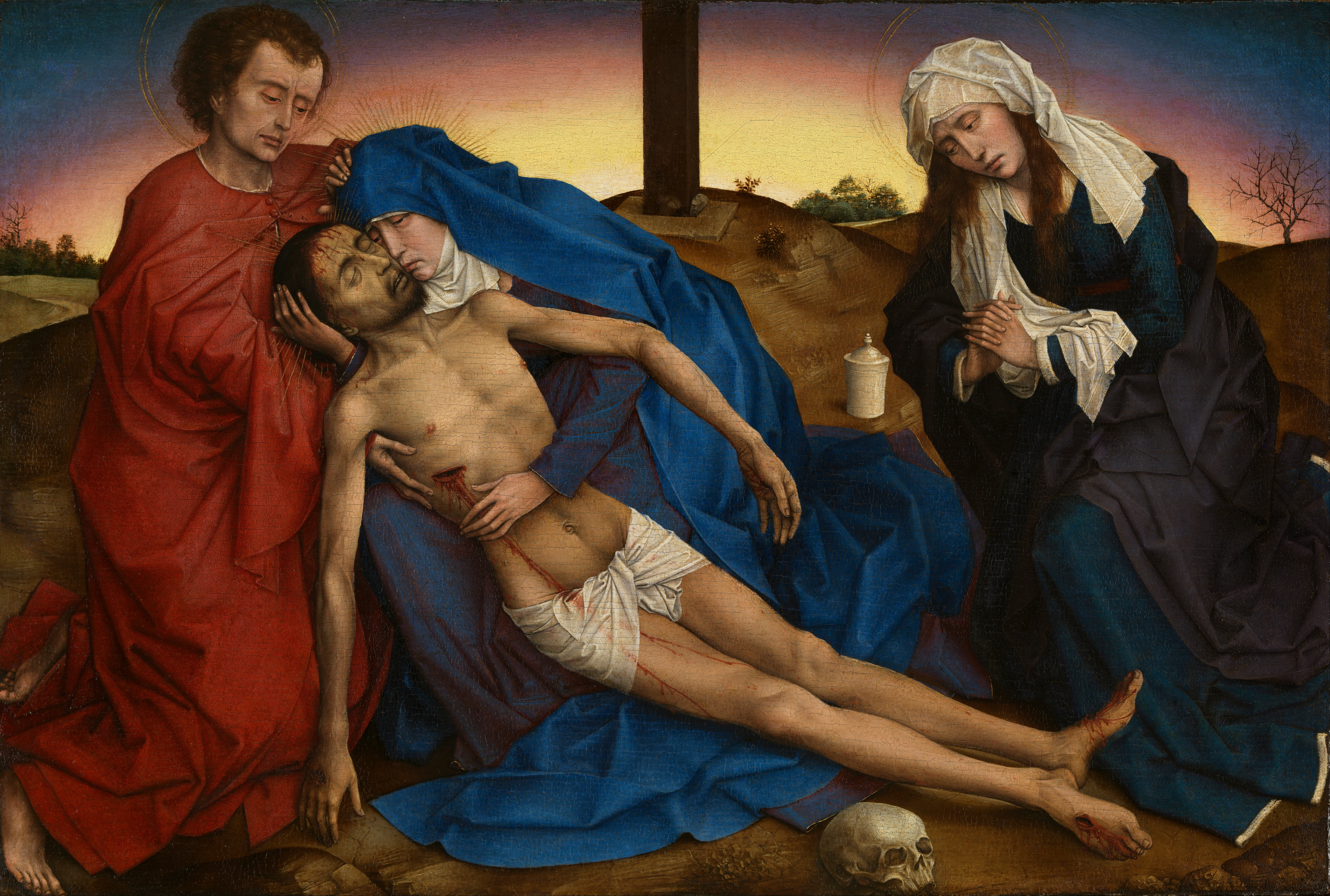
『ピエタ』（1441年頃） ベルギー王立美術館（ブリュッセル）
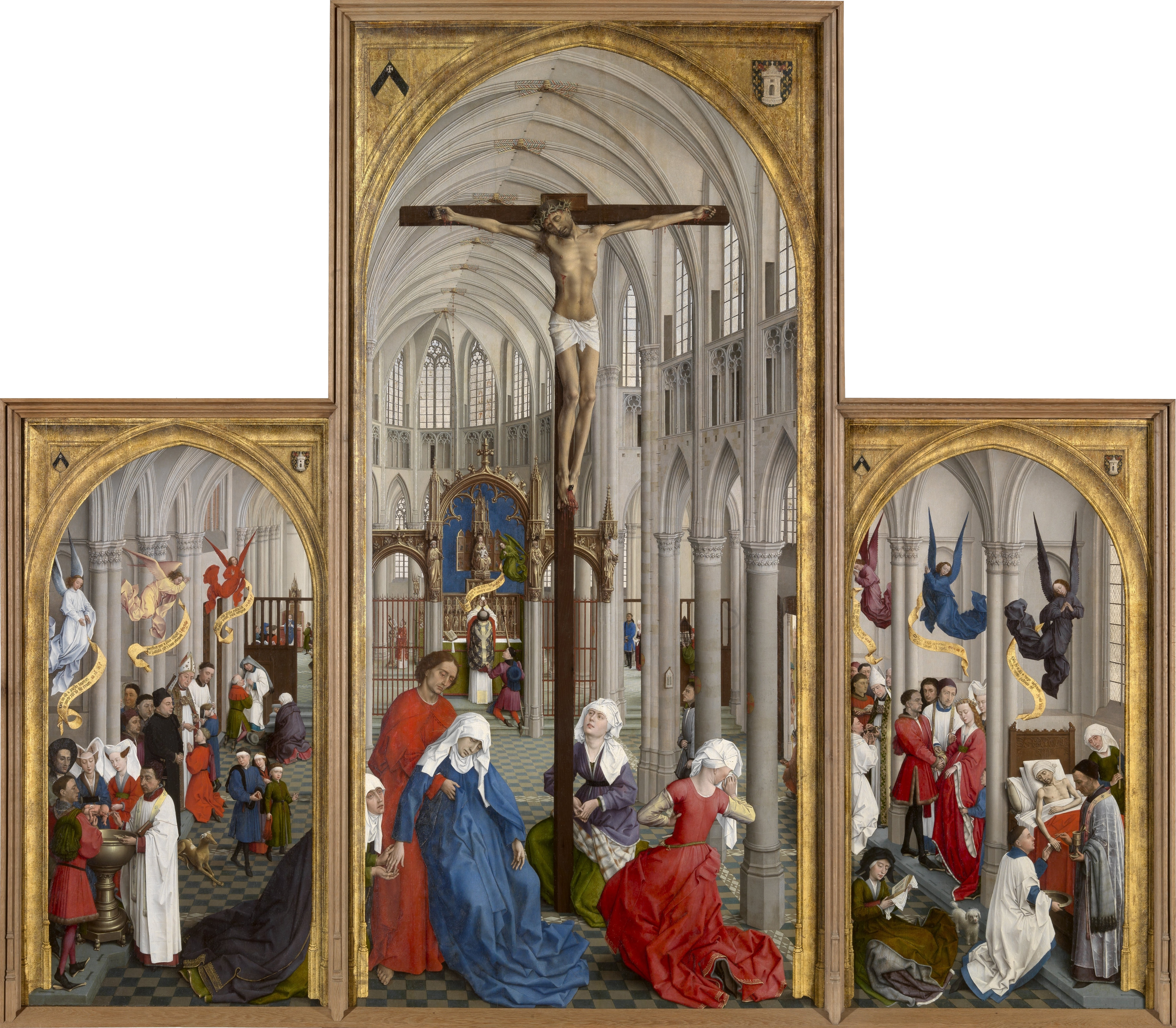
『七つの秘蹟の祭壇画』（1440年 - 1445年） アントウェルペン王立美術館（アントウェルペン）
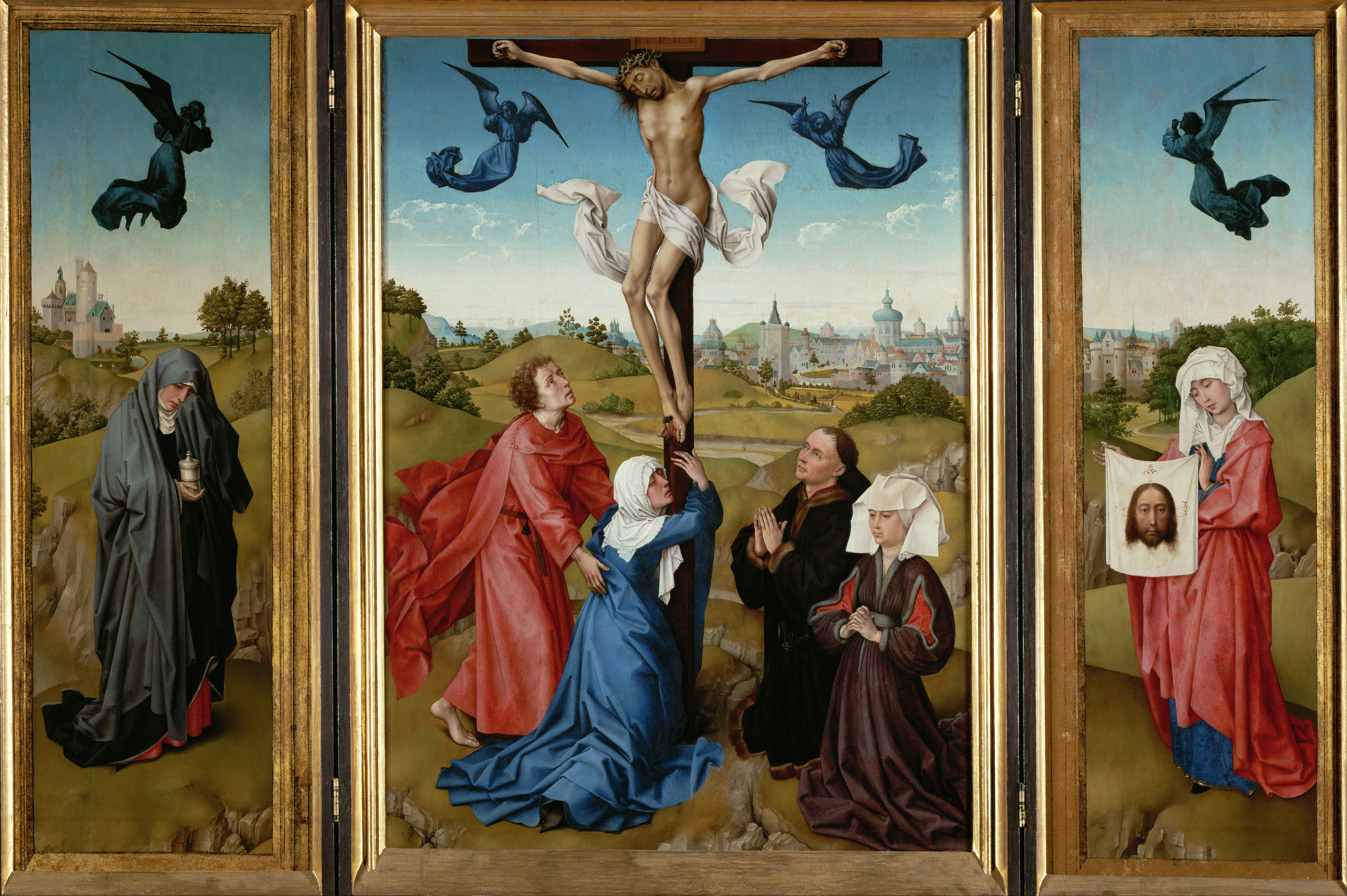
『キリスト磔刑の三連祭壇画』（1443年 - 1445年頃） 美術史美術館（ウィーン）
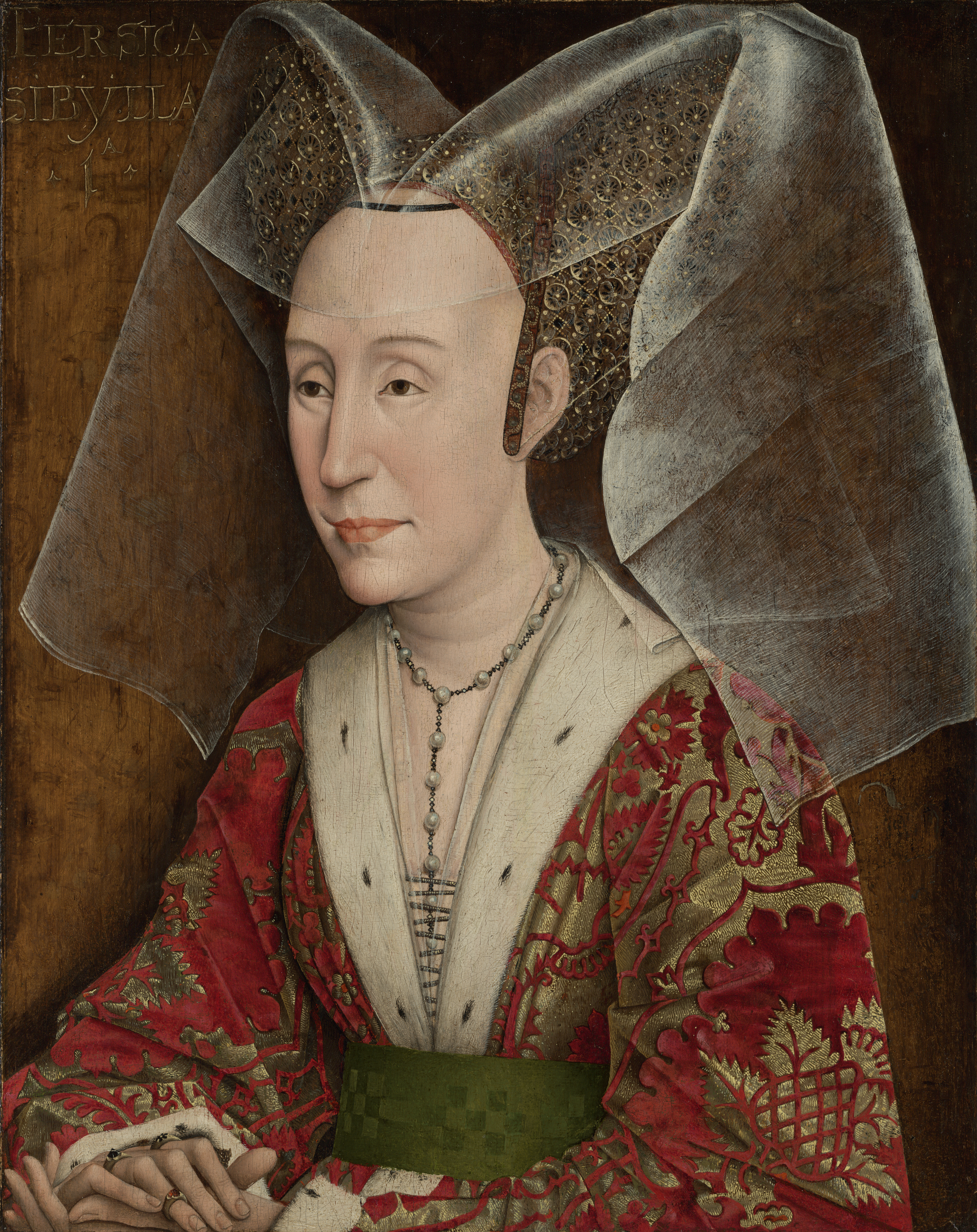
『イザベル・ド・ポルテュガルの肖像』（1445年 - 1450年頃） J・ポール・ゲティ美術館（ロサンゼルス） 真作かどうかの異論あり
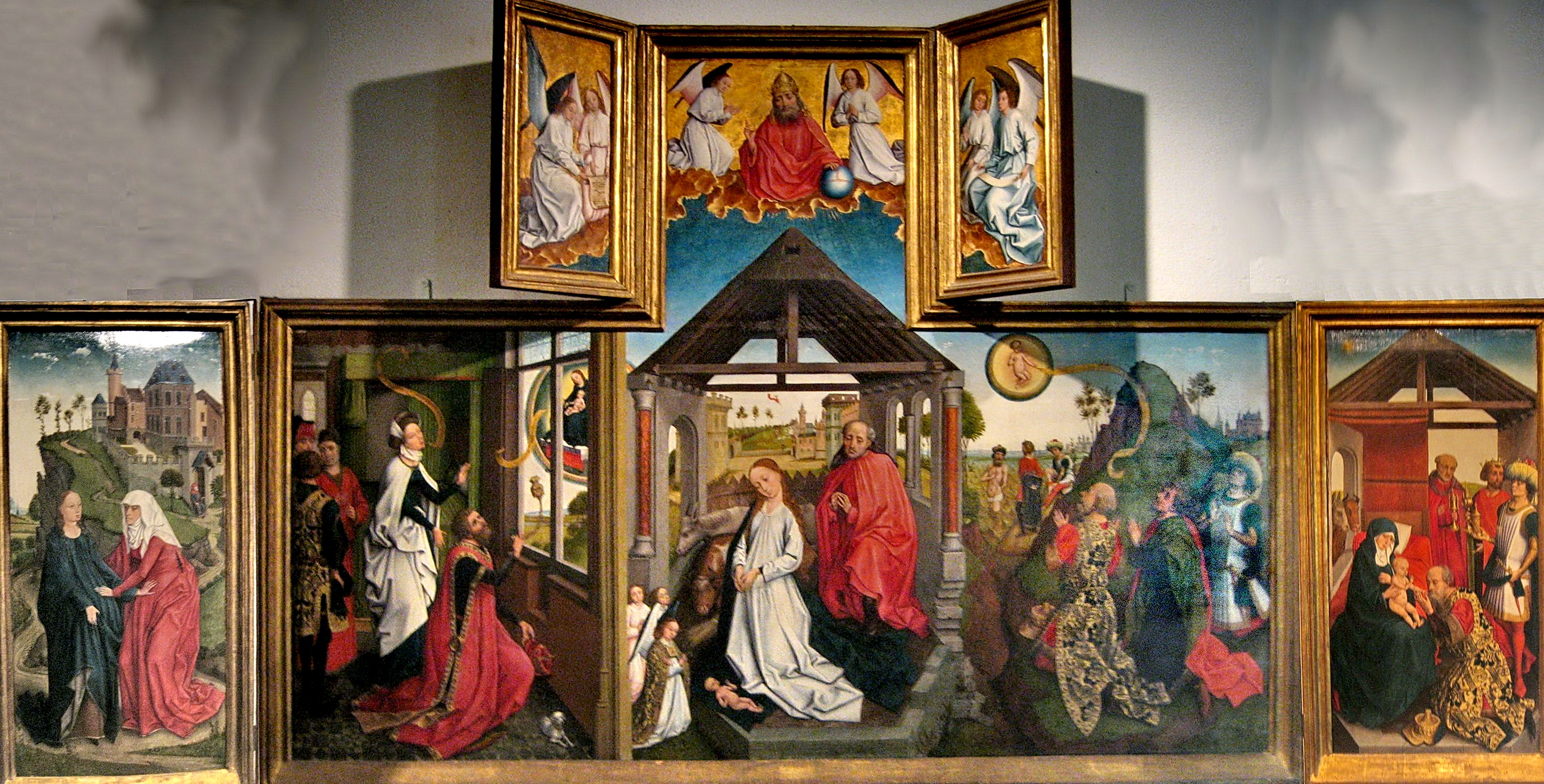
『キリストの降誕の多翼祭壇画』（1450年頃） メトロポリタン美術館（ニューヨーク） ファン・デル・ウェイデンの工房作とも
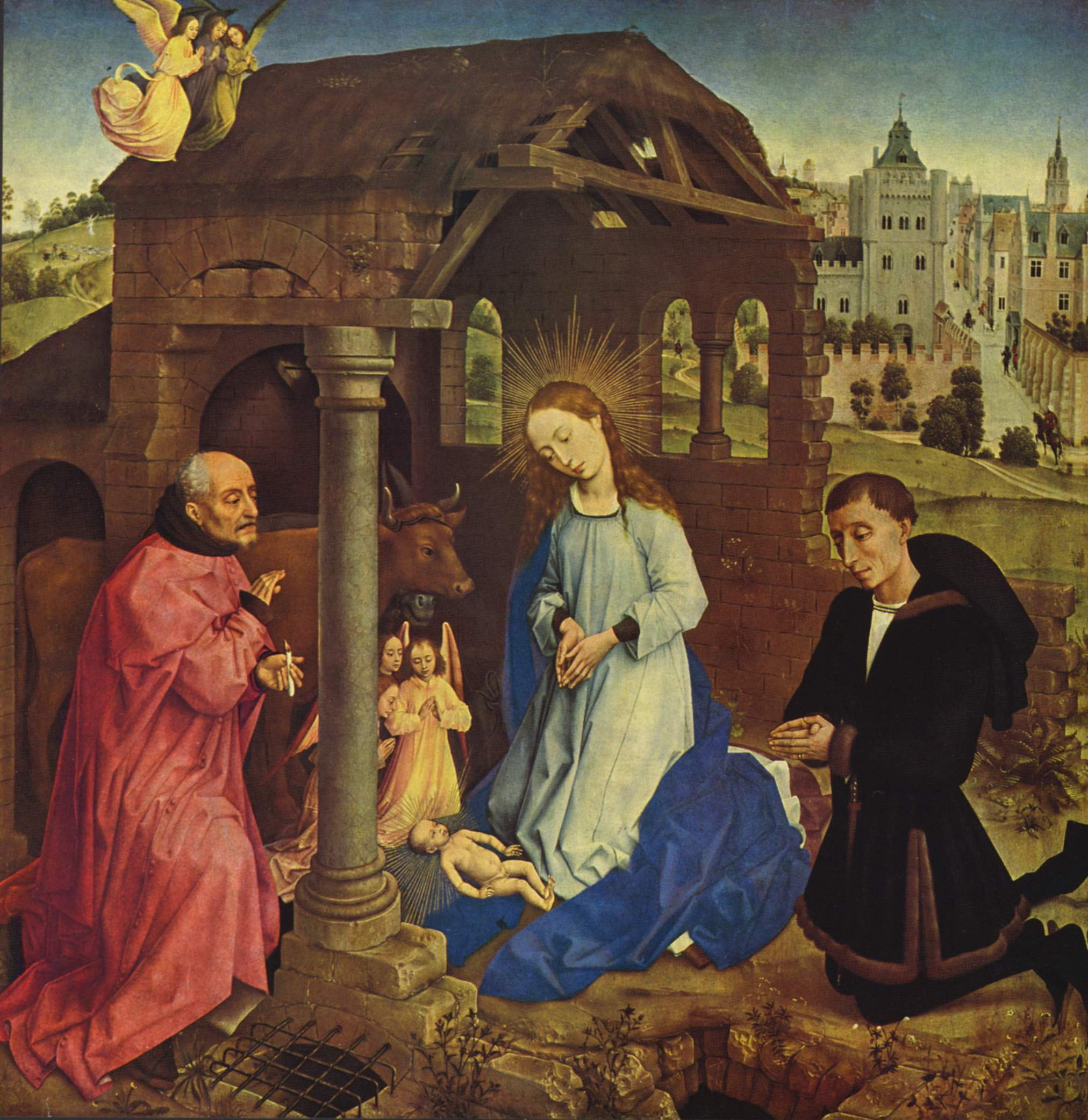
『ブラデリン祭壇画』（1450年頃） 絵画館（ベルリン）
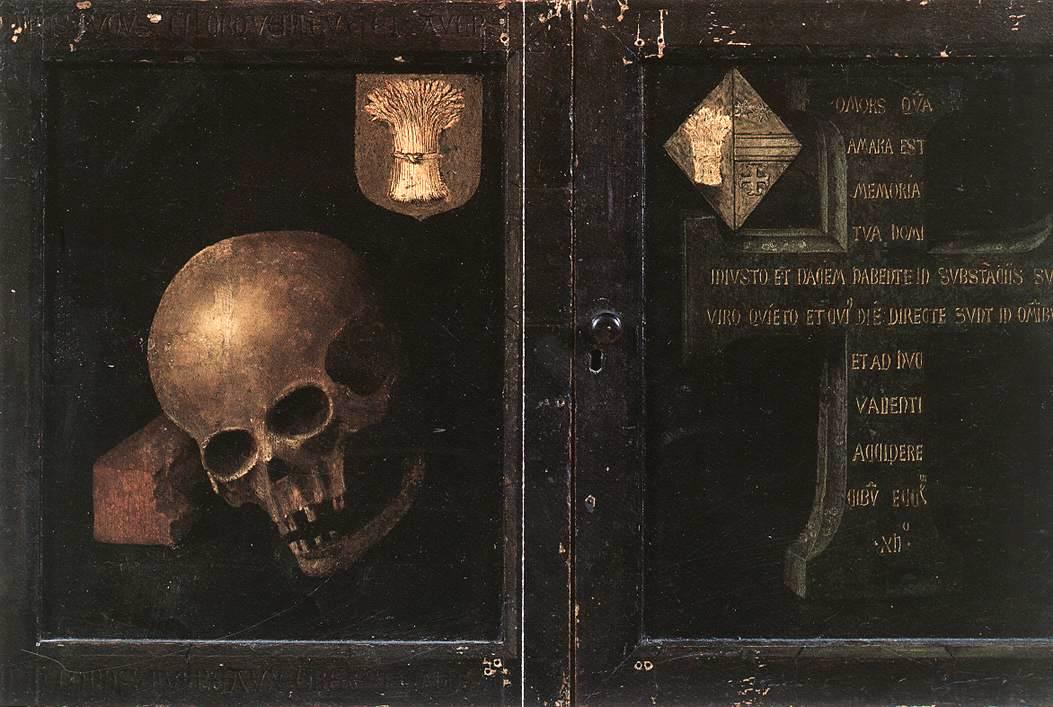
『ブラック家の祭壇画』の両翼を閉じた状態（1450年頃） ルーブル美術館（パリ）
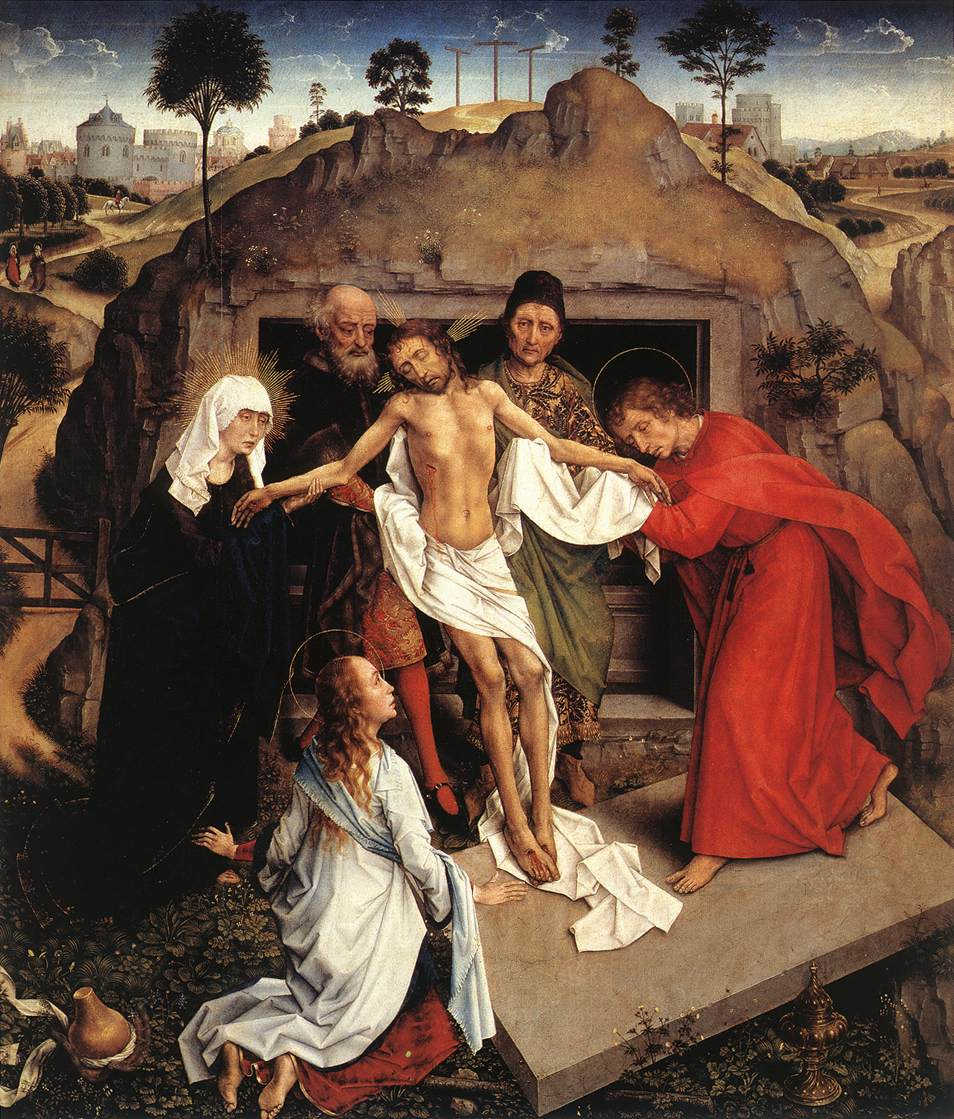
『キリストの哀悼』（1450年） ウフィツィ美術館（フィレンツェ）
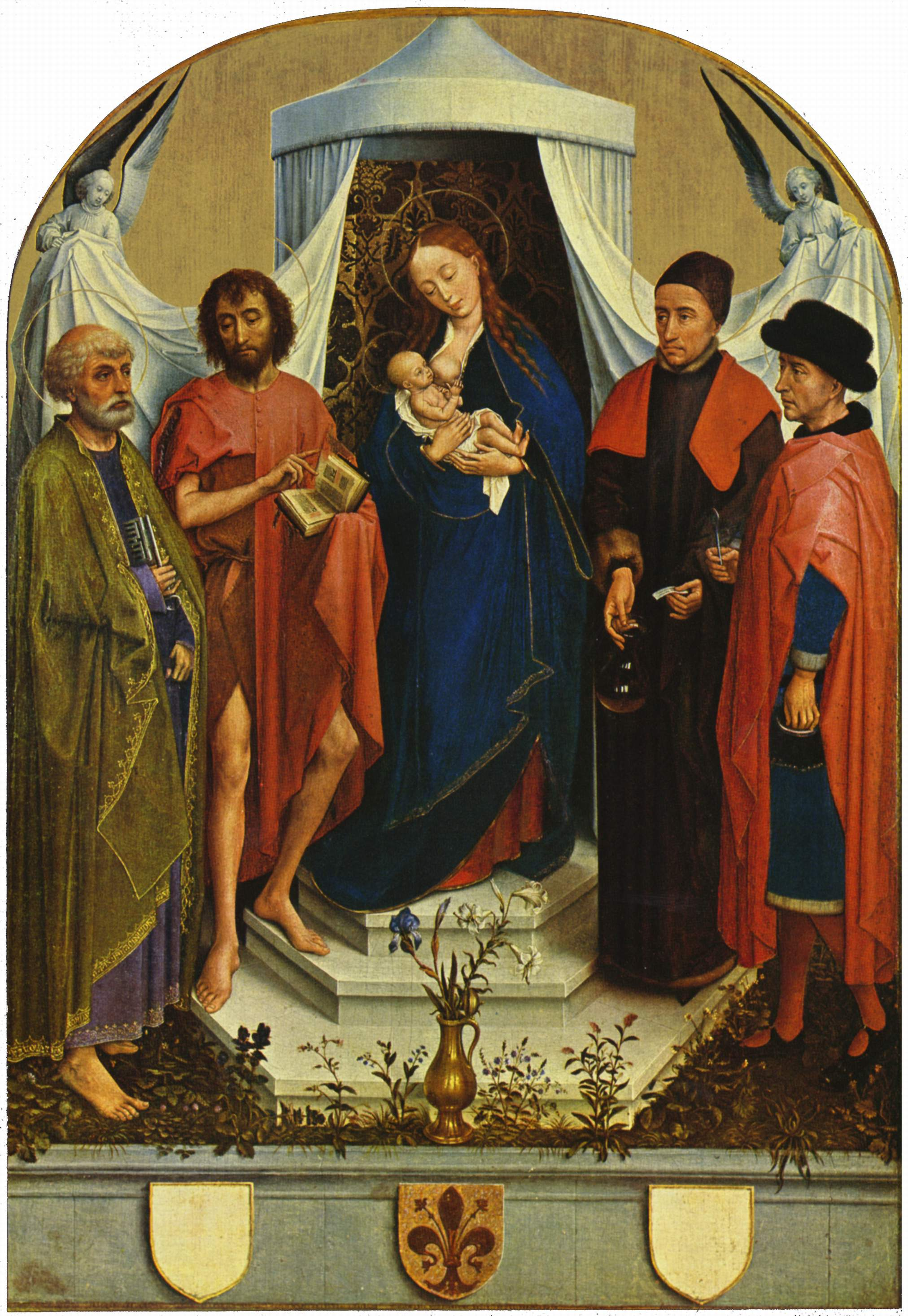
『メディチ家の聖母』（1453年 - 1460年頃） シュテーデル美術館（フランクフルト・アム・マイン）
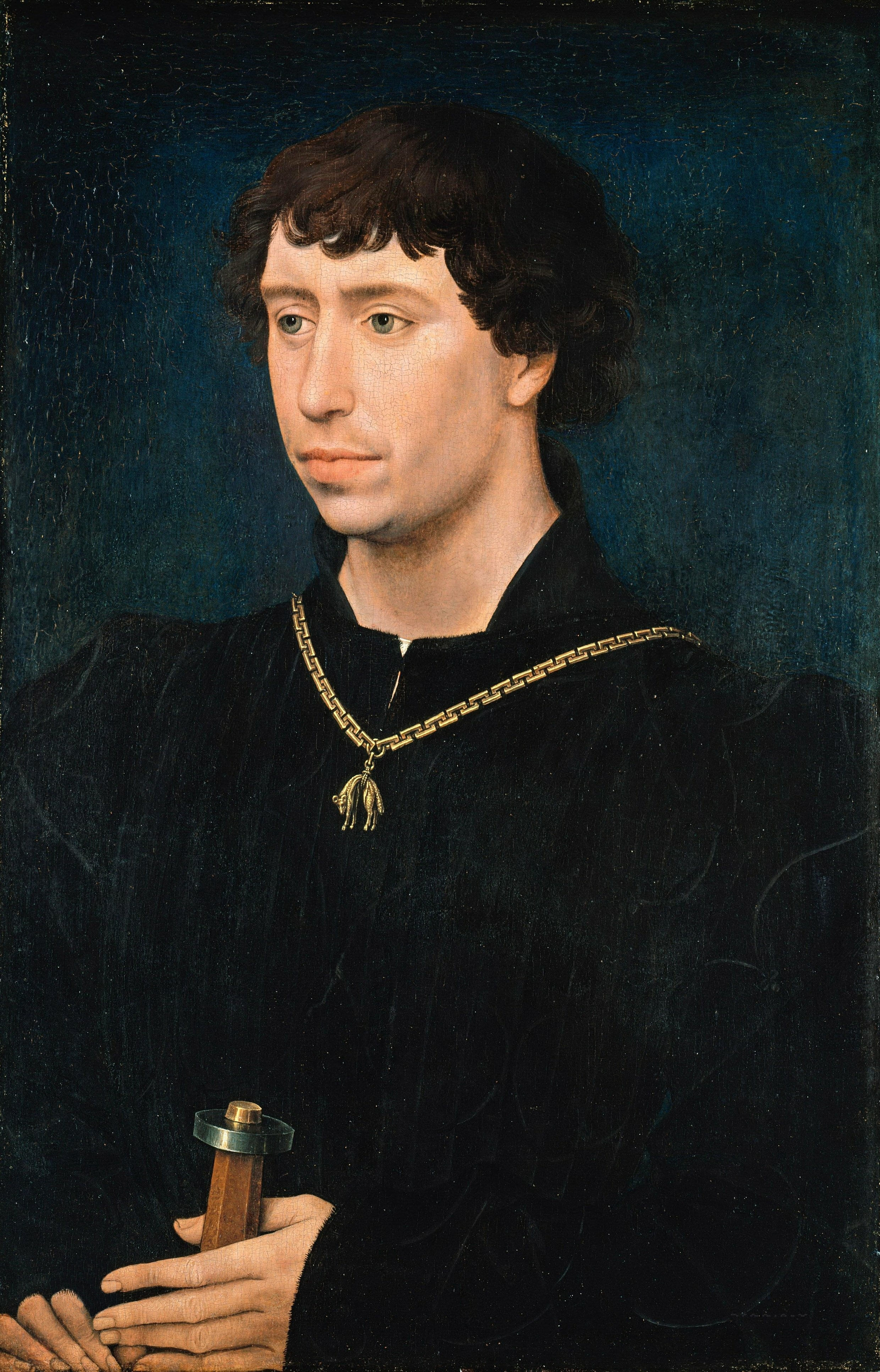
『ブルゴーニュ公シャルルの肖像』（1460年） 絵画館（ベルリン）
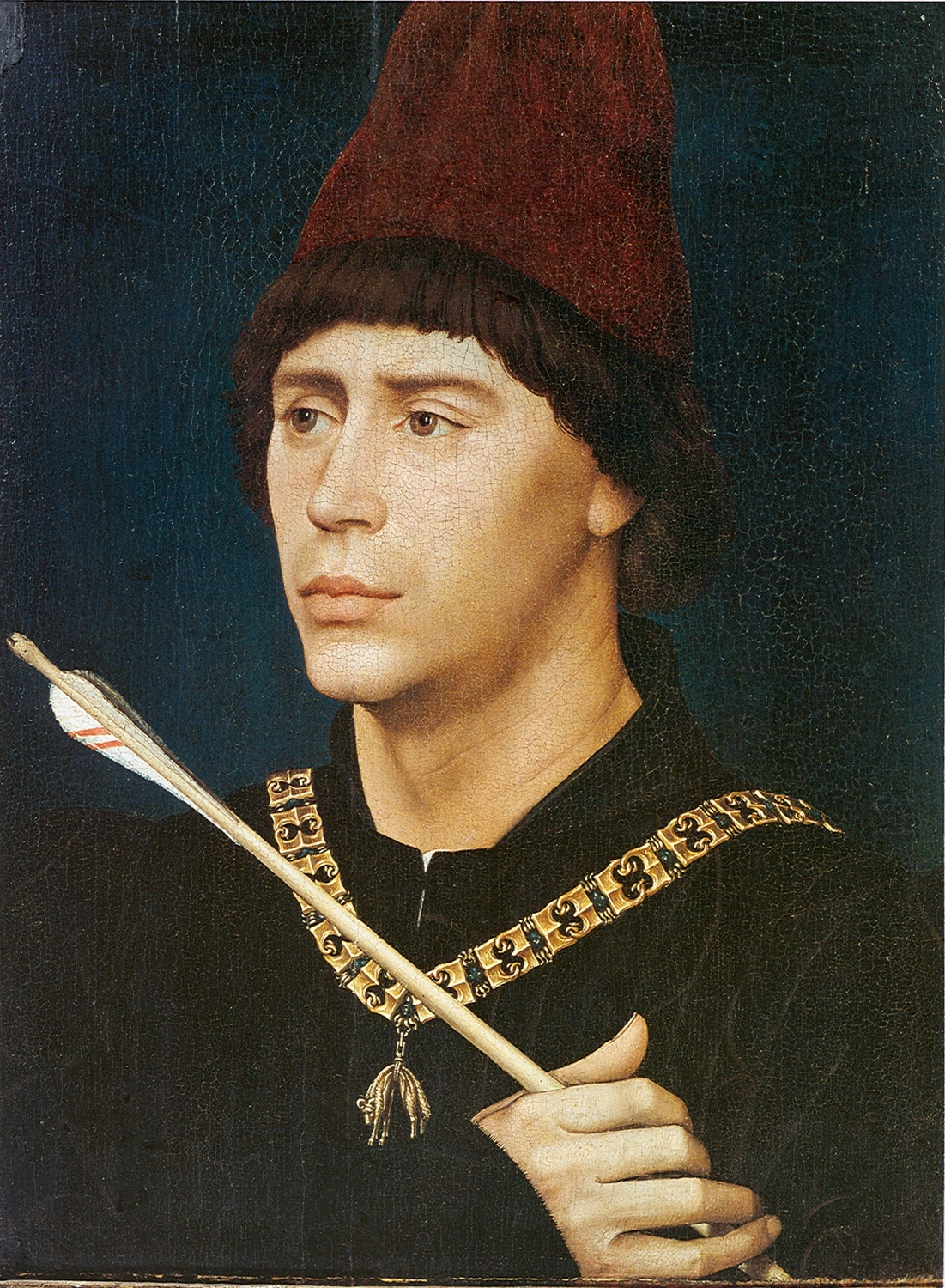
『ブルゴーニュ公庶子アントニーの肖像』（1460年頃） ベルギー王立美術館（ブリュッセル）
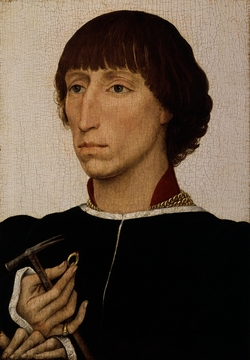
『フランチェスコ・デステの肖像』（1460年頃） メトロポリタン美術館（ニューヨーク）
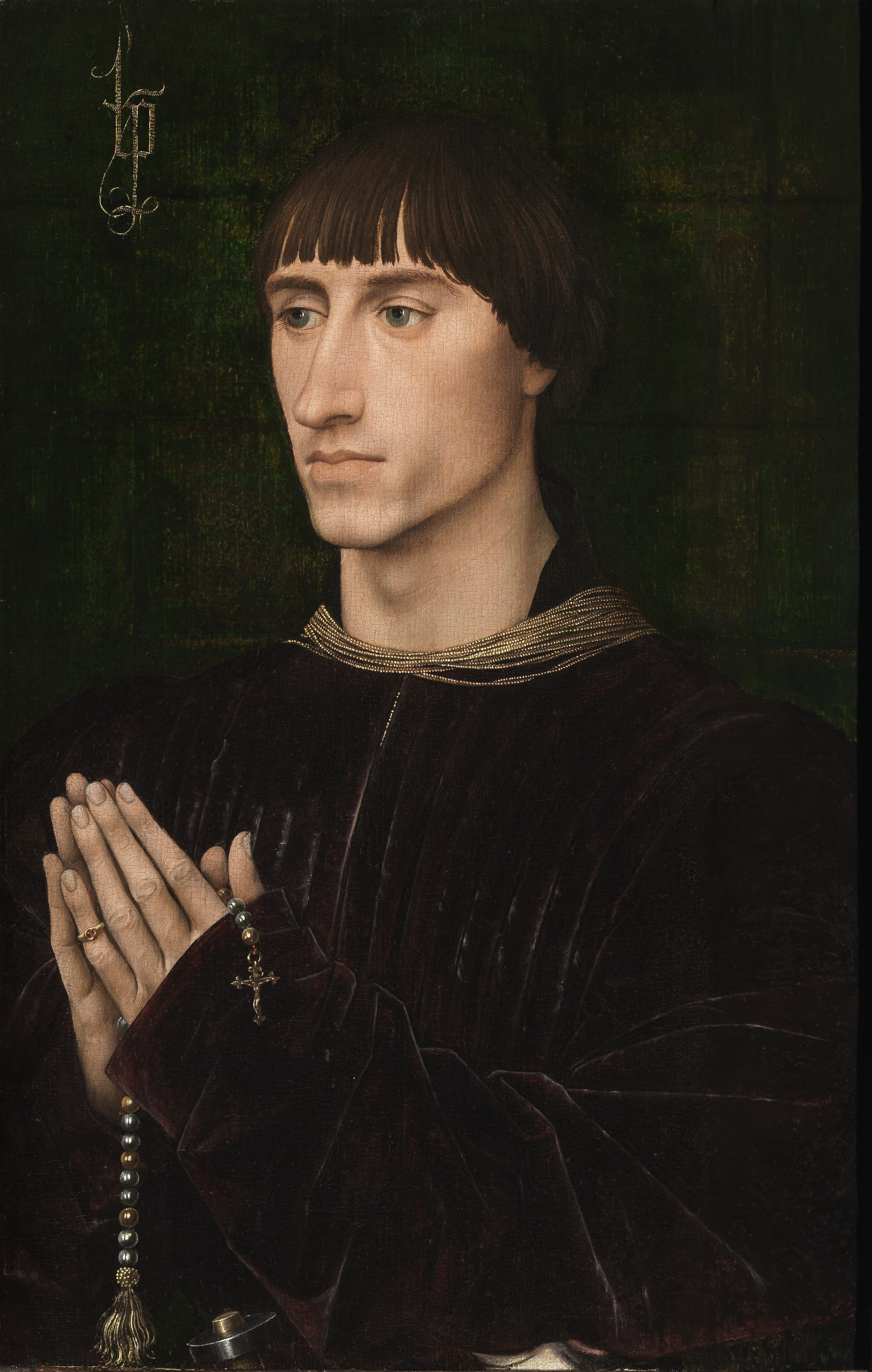
『フィリップ1世ド・クロイの肖像』（1460年頃） アントウェルペン王立美術館（アントウェルペン）